# Elis Guri
Elis Guri (* 6. července 1983 Skadar, Albánie) je albánsky zápasník klasik, který od roku 2011 reprezentuje Bulharsko.

## Sportovní kariéra
Klasickému stylu zápasení se věnuje od svých 14 let. Začínal v rodném Skadaru a později jako albánský reprezentant v Tiraně v klubu Partizan. V roce 2007 se umístěním ve finálové osmičce na mistrovství světa kvalifikoval na olympijské hry v Pekingu, kde postoupil do čtvrtfinále. Po olympijských hrách v roce 2009 kývnul na nabídku startu za Bulharsko. Albánie mu však nedala k odchodu svolení a za Bulharsko tak mohl startovat až po dvou letech od roku 2011. V premiérovém roce za Bulharsko se ziskem titulu mistra světa kvalifikoval na olympijské hry v Londýně, kde postoupil do čtvrtfinále. V roce 2015 se po třech letech nečinnosti na žíněnku vrátil a na mistrovství světa se pátým místem kvalifikoval na olympijské hry v Riu, kde nepřešel přes bránu čtvrtfinále.

## Výsledky
| Turnaj             | Albánie    | Albánie    | Albánie    | Albánie    | Albánie    | Albánie    | Albánie    | Albánie    | Bulharsko  | Bulharsko  | Bulharsko  | Bulharsko  | Bulharsko  | Bulharsko  |
| Turnaj             | 2003       | 2004       | 2005       | 2006       | 2007       | 2008       | 2009       | 2010       | 2011       | 2012       | 2013       | 2014       | 2015       | 2016       |
| Turnaj             | 20         | 21         | 22         | 23         | 24         | 25         | 26         | 27         | 28         | 29         | 30         | 31         | 32         | 33         |
| Turnaj             | těžká váha | těžká váha | těžká váha | těžká váha | těžká váha | těžká váha | těžká váha | těžká váha | těžká váha | těžká váha | těžká váha | těžká váha | těžká váha | těžká váha |
| ------------------ | ---------- | ---------- | ---------- | ---------- | ---------- | ---------- | ---------- | ---------- | ---------- | ---------- | ---------- | ---------- | ---------- | ---------- |
| Olympijské hry     |            | —          |            |            |            | 7.         |            |            |            | 7.         |            |            |            | 7.         |
| Mistrovství světa  | úč.        |            | —          | úč.        | 7.         |            | —          | —          | 1.         |            | —          | —          | 5.         |            |
| Evropské hry       |            |            |            |            |            |            |            |            |            |            |            |            | —          |            |
| Mistrovství Evropy | —          | —          | —          | úč.        | úč.        | 3.         | —          | —          | 3.         | —          | —          | —          | —          | úč.        |